# Уилмот, Чарльз, 3-й граф Рочестер
Чарльз Уилмот (англ. Charles Wilmot; 2 января 1671, Аддебери, Оксфордшир, Королевство Англия — 12 ноября 1681, Вудсток, Оксфордшир, Королевство Англия) — английский аристократ, 3-й барон Уилмот из Аддербури, 4-й виконт Уилмот из Атлона и 3-й граф Рочестер с 1680 года. Единственный сын Джона Уилмота, 2-го графа Рочестера, и его жены Элизабет Малле. Унаследовал семейные владения и титулы после смерти отца в 1680 году, когда ему было всего девять лет. Спустя год Чарльз умер в Вудстоке. Он стал последним представителем рода Уилмотов мужского пола, так что его баронский титул перешёл в состояние ожидания, а виконтский и графский вернулись короне.